# Speranța Crihana Veche
Speranța Crihana Veche (rum. FC Speranța Crihana Veche) – mołdawski klub piłkarski, mający siedzibę w mieście Crihana Veche na południu kraju.

## Historia
Chronologia nazw:
- 2009—...: FC Speranța Crihana Veche

Klub został założony 12 marca 2009 roku jako Speranța Crihana Veche. W sezonie 2009/10 debiutował w grupie południowej trzeciej ligi, w której zajął 3 miejsce i awansował do drugiej ligi. W pierwszym sezonie zajął 10 miejsce, a w drugim drugie miejsce i po raz pierwszy zdobył awans do pierwszej ligi.

## Sukcesy

### Trofea międzynarodowe
Nie uczestniczył w rozgrywkach europejskich (stan na 31-05-2012).

### Trofea krajowe
| \| \| Zdobyte trofea w rozgrywkach Mołdawii (stan na: 31-05-2012) \| |                                                             |      |          |
| Rozgrywki                                                            | Osiągnięcie                                                 | Razy | Sezon(y) |
| Mistrzostwo                                                          | I miejsce                                                   | 0    |          |
| Mistrzostwo                                                          | II miejsce                                                  | 0    |          |
| Mistrzostwo                                                          | III miejsce                                                 | 0    |          |
| Mistrzostwo                                                          | ? miejsce                                                   | 1    | 2012     |
| Puchar                                                               | zdobywca                                                    | 0    |          |
| Puchar                                                               | finalista                                                   | 0    |          |
| Puchar                                                               | 1/16 finału                                                 | 1    | 2011     |
| II liga                                                              | I miejsce                                                   | 0    |          |
| II liga                                                              | II miejsce                                                  | 2    | 2012     |
| II liga                                                              | III miejsce                                                 | 0    |          |
| Mołdawia                                                             | Zdobyte trofea w rozgrywkach Mołdawii (stan na: 31-05-2012) |      |          |

## Stadion
Klub rozgrywa swoje mecze domowe na stadionie Atlant w Cahule, który może pomieścić 1,000 widzów.